# Кастеларо (Потенца)
Кастеларо (итал. Castellaro) је насеље у Италији у округу Потенца, региону Базиликата.
Према процени из 2011. у насељу је живело 92 становника. Насеље се налази на надморској висини од 599 м.